# Минаков, Юрий Александрович
Ю́рий Алекса́ндрович Минако́в (род. 26 мая 1946, ст. Каневская, Краснодарский край, СССР) — советский и российский государственный деятель, учёный-строитель. Председатель Верховного Совета Марийской АССР XII созыва (1991—1994). Председатель Государственного Собрания Республики Марий Эл III—VI созывов (2000—2019), почётный Председатель Государственного Собрания РМЭ (с 2019 года). Заслуженный строитель Российской Федерации (1996), почётный строитель РФ (1997), заслуженный строитель Марийской АССР (1985). Почётный гражданин Йошкар-Олы (1994). Лауреат Государственной премии Марийской АССР в области строительства (1986) и Государственной премии Республики Марий Эл в области науки и техники (2005). Доктор технических наук (2000), профессор. Действительный член Международной академии инвестиций и экономики строительства, Международной инженерной академии, Европейской академии естественных наук, Российской инженерной академии, Муниципальной академии России, член-корреспондент Российской академии естествознания.

## Биография
Родился в семье сельских учителей. В 1968 году окончил Краснодарский политехнический институт по специальности «инженер-строитель».
В 1968 году переехал в Йошкар-Олу — столицу Марийской АССР. Начал работать мастером строительно-монтажного управления № 1 треста «Марпромстрой» Министерства строительства СССР. В 1974—1979 годах — главный инженер и управляющий трестом Марийского ТУС Минстроя СССР, в 1979—1986 годах — главный инженер Марийского ТУС — Главмарийстроя Министерства строительства СССР. В 1994—2000 годах — председатель Ассоциации Республики Марий Эл «Строители».
С 1970 года одновременно работал преподавателем, доцентом, профессором инженерно-строительного факультета МПИ / МарГТУ / ПГТУ.
В 1986 году окончил аспирантуру Московского инженерно-строительного института — МИСИ им. В. В. Куйбышева. Кандидат технических наук (1989). В 1996 году окончил докторантуру Московского государственного строительного университета. Доктор технических наук (2000).

## Общественно-политическая деятельность
- Председатель Городского исполнительного комитета Йошкар-Олы XX и XXI созывов (1987—1991)[1].
- Председатель Верховного Совета Марийской АССР XII созыва (1991—1994)[1].
- Председатель Государственного Собрания Республики Марий Эл III—VI созывов (2000—2019)[1].
- Почётный Председатель Государственного Собрания Республики Марий Эл (с 2019 года)[3].
- Депутат Заводского районного Совета города Йошкар-Олы (1974—1980), Йошкар-Олинского городского Совета (1980—1993, 2000—2004), Верховного Совета Марийской АССР — Государственного Собрания Республики Марий Эл (с 1990 года)[1].

## Научная деятельность
Сферы научной деятельности — строительство в экстремальных условиях и системное управление.
Доктор технических наук (2000), профессор кафедры «Строительные материалы и технология строительства» Поволжского государственного технологического университета. Почётный профессор Ассоциации строительных вузов России и СНГ, почётный профессор Краснодарского государственного технологического университета.
Действительный член Международной академии инвестиций и экономики строительства, Международной инженерной академии, Европейской академии естественных наук, Российской инженерной академии, Муниципальной академии России, член-корреспондент Российской академии естествознания.
Автор 10 книг и 170 научных работ, 5 изобретений, обладатель 3 патентов.
Под руководством профессора Ю. А. Минакова в Поволжском государственном технологическом университете ведётся подготовка аспирантов по направлению 08.06.01 Строительство по специальности «Технология и организация строительного производства» и магистрантов направления подготовки 08.04.01 по программе «Теория и практика организационно-технологических и экономических решений».
Ю. А. Минаков является автором принципиально новых технических и конструктивно-технологических решений термоактивных опалубочных систем третьего поколения, активатора технологических процессов, управляемого кондуктивного воздействия на бетон, ускоренных способов возведения зданий из монолитного бетона.

## Основные научные труды
Далее приведён список основных научных трудов Ю. А. Минакова.

### Учебные и учебно-методические пособия
- Минаков, Ю. А. Возведение зданий из монолитного бетона в термоактивной опалубке: Учебное пособие / Ю. А. Минаков, В. А. Сленьков. — Йошкар-Ола: МарГТУ, 2008, 260 с. 15, 1 п. л. [с грифом УМО]
- Минаков, Ю. А. Монолитное строительство в экстремальных условиях. Учебное пособие / Ю. А. Минаков. — Йошкар-Ола: МарГТУ, 2008 [с грифом УМО].
- Строительные работы: Методические указания к выполнению лабораторно-практических работ / Сост. В. А. Сленьков, Ю. А. Минаков, Л. П. Мотовилова, О. В. Кононова. — Йошкар-Ола: МарГТУ, 2011. — 94 с.
- Минаков Ю. А. Монолитное строительство в экстремальных условиях: Учебное пособие. — Йошкар-Ола: Изд-во ИП Мерзляковой, 2014. — 484 с.
- Минаков Ю. А. Сто научных принципов профессионального строителя Учебное пособие. — Йошкар-Ола: Изд-во ИП Мерзляковой, 2014. — 128 с.

### Научные статьи
- Минаков Ю. А., Кононова О. В., Анисимов С. Н., Грязина М. В. Управление кинетикой твердения бетона при отрицательных температурах / Фундаментальные исследования. № 4. Ч. 2. 2013. — С. 307—311.
- Минаков Ю. А., Кононова О. В., Анисимов С. Н. Снижение энергопотребления при обогреве бетона в термоактивной опалубке / Приволжский научный журнал. № 2. 2013. — С. 46—52. http://www.pnj.nngasu.ru.
- Минаков Ю. А., Кононова О. В., Черепов В. Д., Грязина М. В., Иванов Н. А. Исследование кинетики твердения бетонов и растворов с противоморозными добавками после воздействия отрицательных температур / Фундаментальные исследования. 2014. № 8 (ч. 6). — С. 1309—1312.
- Минаков Ю. А., Кононова О. В., Анисимов С. Н. и др. Влияние комплекса химических модификаторов и мелкодисперсного наполнителя на раннюю прочность растворной смеси / Современные проблемы науки и образования. 2014. № 6
- Минаков Ю. А., Кононова О. В., Анисимов С. Н. Исследование обогрева бетона стыковых зон каркасных конструкций в термоактивной опалубке / Фундаментальные исследования. 2014. № 8. — С. 1313—1317.
- Минаков Ю. А., Лазарев А. И., Средин А. В. Ускорение решения жилищной проблемы за счёт внедрения обновлённой индустриальной системы строительства / Современные проблемы науки и образования. 2015. № 1. — С. 1—8.

## Патенты на изобретения
Список патентов на изобретения Ю. А. Минакова:
- Пат. № 2448930 РФ, МПК С04В 38/08, С04 В 20/02,С04 В 20/12; Керамзитобетон на модифицированном керамзитовом гравии Заявка № 2007126043/03, приор. изобр. — 09.11.2010. Патентообладатель МарГТУ. Опубл. 09.11.2010 (Патент на изобретение).
- Пат. № 2507355 РФ МПК В04G9/10. Термоактивная опалубка с автоматическим программным управлением процесса тепловой обработки бетона Заявка: 2012133062/03, 01.08.2012(24) Приоритет(ы): (22) Дата подачи заявки: 01.08.2012. — (45) Опубликовано: 20.02.2014. — Бюл. № 5 (Патент на полезную модель).

## Награды и звания

### Награды РАЕ
Далее представлен список наград Российской академии естествознания Ю. А. Минакова:
- Орден Labore et scientia (Трудом и знанием)
- Медаль им. А. Нобеля
- Медаль им. В. Лейбница
- Медаль им. В. И. Вернадского (серебряная)

### Российские и региональные
Список российских наград и званий Ю. А. Минакова:
- Заслуженный строитель Российской Федерации (1996)
- Почётный строитель Российской Федерации (1997)
- Заслуженный строитель Марийской АССР (1985)
- Лауреат Государственной премии Марийской АССР в области строительства (1986)
- Лауреат Государственной премии Республики Марий Эл в области науки и техники (2005)
- Почётный гражданин города Йошкар-Олы (1994)
- Орден «Знак Почёта» (1977)
- Орден «За заслуги перед Марий Эл» II степени (2007)
- Орден «За заслуги перед Марий Эл» I степени (2017)
- Серебряная медаль ВДНХ (1983)
- Главная всероссийская премия «Российский Национальный Олимп» — Почётный титул «Председатель Законодательного Собрания года — 2003»
- Общенациональная премия «Россия — 2006» — Почётный титул «Председатель Законодательного Собрания года — 2006»
- Почётный знак Совета Федерации «За заслуги в развитии парламентаризма»
- Почётный знак Государственной Думы «За заслуги в развитии парламентаризма»
- Почётная грамота Совета Федерации Федерального Собрания Российской Федерации
- Почётная грамота Государственной Думы Федерального Собрания Российской Федерации